# Sinus Lunicus
El Sinus Lunicus (en latín, "Bahía del Lunik") es un área de mar lunar situada lo largo del borde sureste del Mare Imbrium. Está formado por la superficie confinada entre los destacados cráteres Arquímedes al suroeste, Autolycus al sureste, y Aristillus al nordeste. La bahía está abierta al noroeste, y es bordeada por los Montes Spitzbergen, una pequeña cadena montañosa.

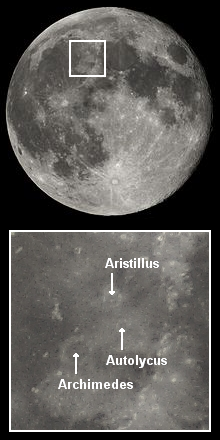
Ubicación del Sinus Lunicus sobre el globo lunar y los cráteres que lo circundan

La adopción del nombre de Sinus Lunik fue aprobada por la Unión Astronómica Internacional (UAI) en 1970, como una conmemoración del lugar de aterrizaje de la primera sonda espacial en hacer contacto con otro cuerpo interplanetario. La sonda soviética Luna 2 aterrizó en el espacio situado entre los cráteres Arquímedes y Autolycus el 14 de septiembre de 1959.
Las coordenadas selenográficas oficiales del Sinus Lunicus son 31.8° Norte y 1.4° Oeste, con un diámetro envolvente de 126 kilómetros.
Los elementos característicos más distintivos de la bahía son sus complejas murallas exteriores formadas por los materiales eyectados procedentes de los cráteres Aristillus y Autolycus, y de los pequeños cráteres satélite Arquímedes C y Arquímedes D. El albedo de su superficie oscura es aumentado por el material dispersado por los sistemas de marcas radiales de Autolycus y Aristillus. El meridiano Lunar principal (o la línea de zenith) pasa a 40  km de su centro.

## Denominación
El nombre de la bahía fue adoptado por la Unión Astronómica Internacional en 1970.